# 新地岛

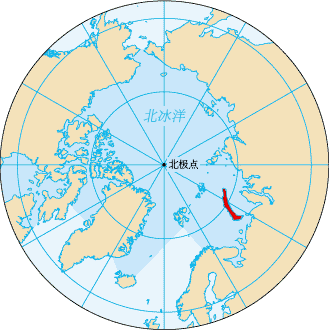
新地岛在北半球的红色位置

新地岛（羅馬化：Novaya Zemlya），俄罗斯在北冰洋内一群岛，属阿尔汉格尔斯克州管辖，全年冰封。该岛位于巴伦支海和喀拉海之间，是乌拉尔山脉在北冰洋内的延伸。群岛面积为8.3万平方公里，人口2716人（2002年）。新地岛分成尤日内岛（南岛）和谢韦尔内岛（北岛）两个岛屿，北岛面积为49,000平方公里，南岛面积为33,200平方公里。群岛南北向宽度750公里，东西向宽度从100至140公里不等。南、北两岛中隔最狭处仅600公尺的马托奇金海峡；多山，最高点海拔1547公尺，亦多峡湾；属极地冰原和苔原，北岛面积一半被冰川覆盖。气候寒冷，冬季多强风、雪暴。岛上有核武器试验场，苏联在那里进行了224次核试验，其中包含人类有史以来威力最强的一枚氢弹「沙皇炸弹」。

## 环境和生态
新地岛是乌拉尔山脉向北的延伸部分，山脉贯穿整座岛的内陆。新地岛与大陆之间被喀拉海峡所分割。北岛由众多冰川所覆盖而南岛则是苔原地形。岛上的自然资源包括铜、铅、锌。虽然岛上的气候恶劣，但新地岛上的生态却仍旧充满多样性。岛上拥有数量较多的北极熊、北极狐、驯鹿，驯鹿通常沿群岛上的湖泊和河谷群聚。夏季时会有成群的海鸟飞抵岛上，而群岛附近的水域则是海狮、海象的庇护所。新地島北部於2009年劃為俄羅斯北極國家公園（Русская Арктика）。

## 历史

### 早期定居者
新地岛由于其丰富的野生动物资源，自石器时代其起就吸引了人类的到来。在新地岛的西南海岸和西海岸发现过可能为中石器时代的遗迹。10至11世纪期间早期白海和巴伦支海上的航海家可能是从俄国西北部的大诺夫哥罗德地区来到该岛的。新地岛是从11世纪开始为俄罗斯人所知的，最初是由来自大诺夫哥罗德的猎人发现了新地岛。西欧人则是在16世纪寻找东北航道的过程中发现该岛的。西欧人首次探访抵达该岛是在1553年由休·威洛比完成的，他在到达该岛的途中遇到了已经完成狩猎贸易的俄国船只。荷兰探险家威廉·巴伦支在1594年抵达新地岛的西海岸，随后在1596年围绕北极点的远征途中在新地岛的东北海岸过冬。（巴伦支在此次远征途中去世，可能被埋葬在新地岛的北岛上，2011年荷兰首部3D电影《新地岛》即描绘了这次冒险过程。）费奥多·利特克在1821至1824年的航行途中绘制了新地岛西海岸的地图。英國探险家和航海家亨利·哈德逊也在寻找东北航道的途中通过了新地岛。彼得·帕赫图索夫和奥古斯特·齐沃利科（Avgust Tsivolko）在19世纪三十年代系统地对新地岛做了调查。岛上的第一个永久定居点小卡尔马库雷（Malye Karmakuly）在1870年建立的同时也是新地岛的首府，直到1924年当局将首府迁往别卢希亚古巴。1935年首府被迁至拉格尔诺耶（Lagernoe），但后来又重新迁回别卢希亚古巴。

### 核试验
1954年1月，苏联杜霍夫设计局研制出核鱼雷，哈萨克的塞米巴拉金斯克核试验场不能做这种核爆试验。为此，1954年7月，新地岛被指定为新地岛核试验站，1954年9月17日开始建设700工程（即中央核试验靶场），并在冷战期间存在。A区Chyornaya Guba（70°42′N 54°36′E / 70.7°N 54.6°E）1955年9月22日，核鱼雷成功发射爆炸。在1955至1962年和1972至1975年使用。B区Matochkin Shar（73°24′N 54°54′E / 73.4°N 54.9°E）在1964至1990年用于地下核试验。C区Sukhoy Nos（73°42′N 54°00′E / 73.7°N 54.0°E）在1958至1961年使用。新地岛核靶场最大的核爆炸是1961年的沙皇氢弹，当量5000万吨级，由杜尔诺夫采夫（俄语意为“愚蠢的人”）机组驾驶图-95轰炸机空投。新地岛上最大规模的一次地下核试验是1973年9月12日进行的，四个核装置产生了约420萬吨的当量，虽然爆炸威力远小于沙皇炸弹和其他一些大气层中的试验，但由于爆炸被限制在地下，集中束縛著的能量产生了足以和自然地震相匹敌的压力，导致了芮氏6.97级的地震，并引发了一场八千万吨的雪崩，阻塞了两条冰源河，形成了一个1.2千米宽的堰塞湖。在新地岛作为一个核试验场的历史上，进行了224次核爆炸累计当量达到2億6千5百萬吨TNT。（另说为132次核爆炸，总当量为240百万吨级，包括1次地上核爆炸、3次潜射核爆炸、3次水上核爆炸、83次空投核爆炸以及42次地下核爆炸。）相比之下，第二次世界大战期间使用的炸药量包括两颗美国投放的核弹在内总共仅有2百萬吨。1988年至1989年期间苏联领导人戈尔巴乔夫倡导的开放政策使得新地岛的核试验活动为公众所知晓。新地岛上的最后一次核试验是在1990年进行的（这也是整个苏联和俄罗斯最后进行的一次核试验）。俄罗斯联邦原子能机构自1998年起每年秋季在新地岛靠近马托奇金海峡的水域下进行一系列亚临界水下核试验。

## 地質
新地島的地形以烏拉山脈延伸的大型背斜構造為主。地質主要由古生代沉積岩、從寒武紀到二疊紀的碳酸鹽岩和矽質碎屑岩組成。深海中也有濁積岩和復理岩。

## 氣候
尤日内岛降雪和降雨量相對較少。谢韦尔内岛內陸有一些冰川，每年冬天都會有大量積雪。
| 新地岛                      | 新地岛        | 新地岛        | 新地岛        | 新地岛        | 新地岛        | 新地岛      | 新地岛      | 新地岛      | 新地岛      | 新地岛       | 新地岛        | 新地岛        | 新地岛        |
| 月份                        | 1月           | 2月           | 3月           | 4月           | 5月           | 6月         | 7月         | 8月         | 9月         | 10月         | 11月          | 12月          | 全年          |
| --------------------------- | ------------- | ------------- | ------------- | ------------- | ------------- | ----------- | ----------- | ----------- | ----------- | ------------ | ------------- | ------------- | ------------- |
| 历史最高温 °C（°F）         | 2.6 (36.7)    | 1.7 (35.1)    | 2.0 (35.6)    | 7.8 (46.0)    | 17.6 (63.7)   | 22.2 (72.0) | 28.3 (82.9) | 23.8 (74.8) | 16.5 (61.7) | 9.7 (49.5)   | 4.5 (40.1)    | 2.5 (36.5)    | 28.3 (82.9)   |
| 平均高温 °C（°F）           | −10.9 (12.4)  | −11.5 (11.3)  | −9.1 (15.6)   | −6.7 (19.9)   | −1.4 (29.5)   | 4.9 (40.8)  | 10.3 (50.5) | 9.0 (48.2)  | 5.5 (41.9)  | −0.1 (31.8)  | −4.8 (23.4)   | −8.1 (17.4)   | −1.9 (28.6)   |
| 日均气温 °C（°F）           | −14.1 (6.6)   | −14.7 (5.5)   | −12.2 (10.0)  | −9.9 (14.2)   | −3.7 (25.3)   | 2.5 (36.5)  | 7.3 (45.1)  | 6.8 (44.2)  | 3.7 (38.7)  | −1.8 (28.8)  | −7.1 (19.2)   | −11.1 (12.0)  | −4.5 (23.9)   |
| 平均低温 °C（°F）           | −17.3 (0.9)   | −17.9 (−0.2)  | −15.2 (4.6)   | −13.0 (8.6)   | −5.8 (21.6)   | 0.7 (33.3)  | 5.1 (41.2)  | 4.9 (40.8)  | 2.1 (35.8)  | −4.0 (24.8)  | −9.9 (14.2)   | −14.1 (6.6)   | −7.0 (19.4)   |
| 历史最低温 °C（°F）         | −36.0 (−32.8) | −37.4 (−35.3) | −40.0 (−40.0) | −29.9 (−21.8) | −25.9 (−14.6) | −9.6 (14.7) | −2.8 (27.0) | −1.7 (28.9) | −9.9 (14.2) | −21.1 (−6.0) | −29.1 (−20.4) | −36.2 (−33.2) | −40.0 (−40.0) |
| 平均降水量 mm（）           | 30 (1.2)      | 26 (1.0)      | 24 (0.9)      | 20 (0.8)      | 15 (0.6)      | 23 (0.9)    | 36 (1.4)    | 31 (1.2)    | 39 (1.5)    | 35 (1.4)     | 24 (0.9)      | 33 (1.3)      | 336 (13.2)    |
| 平均降雨天数                | 1             | 1             | 1             | 1             | 3             | 10          | 15          | 17          | 19          | 9            | 3             | 2             | 82            |
| 平均降雪天数                | 18            | 18            | 19            | 17            | 17            | 10          | 1           | 1           | 6           | 17           | 19            | 20            | 163           |
| 平均相對濕度（％）          | 78            | 77            | 77            | 76            | 78            | 81          | 83          | 83          | 85          | 82           | 79            | 78            | 80            |
| 月均日照時數                | 0             | 25            | 107           | 215           | 189           | 173         | 229         | 143         | 73          | 40           | 3             | 0             | 1,197         |
| 来源1：Pogoda.ru.net        |               |               |               |               |               |             |             |             |             |              |               |               |               |
| 来源2：NOAA (sun 1961–1990) |               |               |               |               |               |             |             |             |             |              |               |               |               |